# Anacypta asahinai
Anacypta asahinai is een keversoort uit de familie schorsknaagkevers (Trogossitidae). De wetenschappelijke naam van de soort werd in 1938 gepubliceerd door Kono.